# Body-Mass-Index
Der Body-Mass-Index (BMI [ˈbɒdi mæs ˈɪndɛks]) – auch Körpermasseindex (KMI), Körpermassenzahl (KMZ) oder Quetelet-Kaup-Index – ist eine Maßzahl für die Klassifizierung des Körpergewichts eines Menschen in Relation zu seiner Körpergröße. Sie wurde 1832 von Adolphe Quetelet sowie nach dem Ersten Weltkrieg von Ignaz Kaup entwickelt. Der BMI ist lediglich eine grob schätzende Maßzahl, da sie weder Statur und biologisches Geschlecht noch die individuelle Zusammensetzung der Körpermasse aus Fett- und Muskelgewebe eines Menschen berücksichtigt.

## Berechnung
Der Body-Mass-Index wird folgendermaßen berechnet:
{\displaystyle {\mathit {BMI}}={\frac {m}{l^{2}}}},
wobei {\displaystyle m} die Körpermasse (in Kilogramm) und {\displaystyle l} die Körperlänge (in Metern) angibt. Der BMI wird also in der Maßeinheit kg/m² angegeben.

## Interpretation

### Bei Erwachsenen
Werte von normalgewichtigen Personen liegen gemäß der Adipositas-Klassifikation der Weltgesundheitsorganisation (WHO) zwischen 18,5 kg/m² und 24,9 kg/m², ab einer Körpermassenzahl von 30,0 kg/m² gelten übergewichtige Personen als behandlungsbedürftig.
Gewichtsklassifikation bei Erwachsenen anhand des BMI (nach WHO, Stand 2008):
|  | Kategorie             | BMI (kg/m²)   | Körpergewicht |
|  | --------------------- | ------------- | ------------- |
|  | Starkes Untergewicht  | < 16          | Untergewicht  |
|  | Mäßiges Untergewicht  | < 16,0 – 16,9 | Untergewicht  |
|  | Leichtes Untergewicht | < 17,0 – 18,4 | Untergewicht  |
|  | Normalgewicht         | < 18,5 – 24,9 | Normalgewicht |
|  | Präadipositas         | < 25,0 – 29,9 | Übergewicht   |
|  | Adipositas Grad I     | < 30,0 – 34,9 | Adipositas    |
|  | Adipositas Grad II    | < 35,0 – 39,9 | Adipositas    |
|  | Adipositas Grad III   | < 00,0 ≥ 40   | Adipositas    |

Gewichtsklassen in Abhängigkeit von Körpermasse und Körpergröße (nach nebenstehenden BMI-Angaben)

Alter und Geschlecht spielen bei der Interpretation des BMI eine wichtige Rolle. Männer haben in der Regel einen höheren Anteil von Muskelmasse an der Gesamtkörpermasse als Frauen. Deshalb sind die Unter- und Obergrenzen der BMI-Werteklassen bei Männern etwas höher als bei Frauen. So liegt der Normalwert bei Männern laut Deutscher Gesellschaft für Ernährung im Intervall von 20 bis 25 kg/m², während er sich bei Frauen im Intervall von 19 bis 24 kg/m² befindet.
Der BMI wird auch für die Beurteilung eines Untergewichts verwendet, etwa bei Magersucht. Die diagnostischen Kriterien der Magersucht sehen bei Erwachsenen einen BMI von ≤ 17,5 kg/m² vor, bei Kindern und Jugendlichen einen BMI unterhalb der 10. Alters-Perzentile.

### Bei Kindern und Jugendlichen
Der BMI kann auch bei Kindern und Jugendlichen als Maß für die gesunde Entwicklung verwendet werden. Er wird nach derselben Formel wie der BMI von Erwachsenen errechnet, jedoch wird bei Kindern unter 25 Monaten die Länge im Liegen anstelle der Höhe im Stehen herangezogen. Diese kann um bis 0,7 cm länger sein als die Höhe im Stehen, daher weisen die BMI-Normalwerte hier in den Tabellen einen charakteristischen Knick auf. Der BMI des Kindes wird in Tabellen mit den Daten anderer Kinder desselben Alters verglichen. Die Weltgesundheitsorganisation gibt BMI-Tabellen für Jungen und Mädchen heraus. Als übergewichtig gilt ein Kind mit mehr als +1 Standardabweichung SD (entsprechend einem BMI von über 25 bei einem Erwachsenen), als adipös mit mehr als +2 SD (entsprechend einem BMI von über 30 bei einem Erwachsenen). Für Kinder unter fünf Jahren gibt es entsprechende Tabellen der WHO.
Für Deutschland werden die von der Arbeitsgemeinschaft Adipositas im Kindes- und Jugendalter (AGA) veröffentlichten Altersperzentilen für die Beurteilung des BMI empfohlen. Als Referenzwerte dienen hierbei aktuelle Körpergrößen- und Körpergewichtsdaten von Mädchen und Jungen im Alter von 0 bis 18 Jahren aus verschiedenen Regionen Deutschlands. Als übergewichtig gilt ein Kind, wenn es einen höheren BMI als 90 % (90. Altersperzentil) seiner Altersgenossen hat, als adipös, wenn sein BMI oberhalb der 97. Altersperzentile liegt.  Untergewichtig ist ein Kind dann, wenn nur 10 % (10. Altersperzentil) oder weniger einen niedrigeren BMI haben, als stark untergewichtig gilt ein BMI unterhalb der 3. Altersperzentile. Zur Einschätzung des BMI bei Kindern und Jugendlichen stehen BMI-Rechner zur Verfügung.
Das Problem dieser Berechnungsgrundlage ist, dass sich damit auch die Definition für Unterernährung verschieben würde, wenn sich der Ernährungszustand der Kinder in einer Gesellschaft insgesamt verändert, zum Beispiel durch eine Hungersnot viele Kinder unterernährt sind, oder wenn es viele übergewichtige Kinder gibt. Wenn laut Definition immer genau 15 % aller Kinder übergewichtig sind, kann man zum Beispiel nicht zu der Aussage kommen, 25 % aller Kinder seien übergewichtig.

## Statistiken
Farbgebung entsprechend obiger Einteilung in Untergewicht, Normalgewicht, Präadipositas und die drei Adipositasgrade.

### Deutschland
| BMI       | gesamt | Männer | Frauen |
| --------- | ------ | ------ | ------ |
| < 18,5    | 02,0 % | 00,7 % | 03,4 % |
| 18,5–25,0 | 45,3 % | 37,0 % | 54,1 % |
| 25,0–30,0 | 35,9 % | 43,7 % | 27,7 % |
| ≥ 30,0    | 16,8 % | 18,7 % | 14,8 % |

| BMI | Jahr | gesamt | Männer | Frauen |
| --- | ---- | ------ | ------ | ------ |
| ≥25 | 1999 | 48 %   | 56 %   | 40 %   |
| ≥25 | 2003 | 49 %   | 58 %   | 41 %   |
| ≥25 | 2005 | 50 %   | 58 %   | 42 %   |
| ≥25 | 2009 | 51 %   | 60 %   | 43 %   |
| ≥25 | 2013 | 52 %   | 62 %   | 43 %   |
| ≥25 | 2017 | 53 %   | 62 %   | 43 %   |
| ≥25 | 2021 | 53 %   | 62 %   | 43 %   |

### Österreich
| BMI       | Männer | Frauen |
| --------- | ------ | ------ |
| < 18,5    | 00,9 % | 03,3 % |
| 18,5–25,0 | 35,7 % | 66,3 % |
| 25,0–30,0 | 54,3 % | 21,3 % |
| ≥ 30,0    | 9,1 %  | 9,1 %  |

| BMI       | Männer | Frauen |
| --------- | ------ | ------ |
| < 18,5    | 01,3 % | 03,7 % |
| 18,5–25,0 | 44,2 % | 55,0 % |
| 25,0–30,0 | 42,5 % | 28,6 % |
| ≥ 30,0    | 12,0 % | 12,7 % |

### Schweiz
| BMI | Jahr | gesamt |
| --- | ---- | ------ |
| ≥25 | 1992 | 30,3 % |
| ≥25 | 1997 | 34,9 % |
| ≥25 | 2002 | 37,0 % |
| ≥25 | 2007 | 37,3 % |

### Altersabhängigkeit (USA)
| Alter        | Perzentile         | Perzentile         | Perzentile         | Perzentile         | Perzentile         | Perzentile         | Perzentile         | Perzentile         | Perzentile         |
| Alter        | 5                  | 10                 | 15                 | 25                 | 50                 | 75                 | 85                 | 90                 | 95                 |
| Alter        | Männer BMI – kg/m² | Männer BMI – kg/m² | Männer BMI – kg/m² | Männer BMI – kg/m² | Männer BMI – kg/m² | Männer BMI – kg/m² | Männer BMI – kg/m² | Männer BMI – kg/m² | Männer BMI – kg/m² |
| ------------ | ------------------ | ------------------ | ------------------ | ------------------ | ------------------ | ------------------ | ------------------ | ------------------ | ------------------ |
| Durchschnitt | 20,7               | 22,2               | 23,2               | 24,7               | 27,8               | 31,5               | 33,9               | 35,8               | 39,2               |
| 20–29 Jahre  | 19,4               | 20,7               | 21,4               | 22,9               | 25,6               | 29,9               | 32,3               | 33,8               | 36,5               |
| 30–39 Jahre  | 21,0               | 22,4               | 23,3               | 24,9               | 28,1               | 32,0               | 34,1               | 36,2               | 40,5               |
| 40–49 Jahre  | 21,2               | 22,9               | 24,0               | 25,4               | 28,2               | 31,7               | 34,4               | 36,1               | 39,6               |
| 50–59 Jahre  | 21,5               | 22,9               | 23,9               | 25,5               | 28,2               | 32,0               | 34,5               | 37,1               | 39,9               |
| 60–69 Jahre  | 21,3               | 22,7               | 23,8               | 25,3               | 28,8               | 32,5               | 34,7               | 37,0               | 40,0               |
| 70–79 Jahre  | 21,4               | 22,9               | 23,8               | 25,6               | 28,3               | 31,3               | 33,5               | 35,4               | 37,8               |
| ab 80 Jahre  | 20,7               | 21,8               | 22,8               | 24,4               | 27,0               | 29,6               | 31,3               | 32,7               | 34,5               |

| Alter        | Perzentile         | Perzentile         | Perzentile         | Perzentile         | Perzentile         | Perzentile         | Perzentile         | Perzentile         | Perzentile         |
| Alter        | 5                  | 10                 | 15                 | 25                 | 50                 | 75                 | 85                 | 90                 | 95                 |
| Alter        | Frauen BMI – kg/m² | Frauen BMI – kg/m² | Frauen BMI – kg/m² | Frauen BMI – kg/m² | Frauen BMI – kg/m² | Frauen BMI – kg/m² | Frauen BMI – kg/m² | Frauen BMI – kg/m² | Frauen BMI – kg/m² |
| ------------ | ------------------ | ------------------ | ------------------ | ------------------ | ------------------ | ------------------ | ------------------ | ------------------ | ------------------ |
| Durchschnitt | 19,5               | 20,7               | 21,7               | 23,3               | 27,3               | 32,5               | 36,1               | 38,2               | 42,0               |
| 20–29 Jahre  | 18,8               | 19,9               | 20,6               | 21,7               | 25,3               | 31,5               | 36,0               | 38,0               | 43,9               |
| 30–39 Jahre  | 19,4               | 20,6               | 21,6               | 23,4               | 27,2               | 32,8               | 36,0               | 38,1               | 41,6               |
| 40–49 Jahre  | 19,3               | 20,6               | 21,7               | 23,3               | 27,3               | 32,4               | 36,2               | 38,1               | 43,0               |
| 50–59 Jahre  | 19,7               | 21,3               | 22,1               | 24,0               | 28,3               | 33,5               | 36,4               | 39,3               | 41,8               |
| 60–69 Jahre  | 20,7               | 21,6               | 23,0               | 24,8               | 28,8               | 33,5               | 36,6               | 38,5               | 41,1               |
| 70–79 Jahre  | 20,1               | 21,6               | 22,7               | 24,7               | 28,6               | 33,4               | 36,3               | 38,7               | 42,1               |
| ab 80 Jahre  | 19,3               | 20,7               | 22,0               | 23,1               | 26,3               | 29,7               | 31,6               | 32,5               | 35,2               |

## Sterblichkeit
Der Zusammenhang zwischen Sterblichkeit und BMI wird in der Wissenschaft kontrovers diskutiert. Eine Metaanalyse unter der Leitung der amerikanischen Epidemiologin Katherine Flegal kam zu dem Ergebnis, dass Übergewichtige eine 6 % geringere Sterbewahrscheinlichkeit haben als Normalgewichtige. Und dies, obwohl ein höherer BMI mit Erkrankungen korreliert. Man spricht hier vom Adipositas-Paradoxon. Es wurde jedoch kritisiert, dass die Studie Aspekte wie Rauchen oder Krankheiten nicht ausreichend berücksichtigt. Eine Studie an gesunden Weißen, die niemals geraucht hatten, kam zu dem Ergebnis, dass Menschen mit einem BMI zwischen 20 und 25 die geringste Sterblichkeit haben. Es wurde jedoch kritisiert, dass es zu statistischen Fehlern führt, wenn große Gruppen aussortiert werden.
Eine Metaanalyse der Global BMI Mortality Collaboration kam zu dem Ergebnis, dass – wenn man Raucher, chronisch Kranke und innerhalb der ersten fünf Beobachtungsjahre Verstorbene ausschließt – ein BMI zwischen 20 und 25 die geringste Sterbewahrscheinlichkeit aufweist. Von den 10 Millionen Datensätzen wurden so nur 4 Millionen berücksichtigt.

## Geschichte
Der BMI wurde 1832 von dem belgischen Mathematiker Adolphe Quetelet entwickelt. Die Bezeichnung Body-Mass-Index (BMI) entstammt einem 1972 veröffentlichten Artikel von Ancel Keys. Keys empfahl den BMI allerdings nur für den statistischen Vergleich von Populationen, nicht für die Beurteilung der Übergewichtigkeit von Einzelpersonen.
Bedeutung gewann der BMI durch den Einsatz bei US-amerikanischen Lebensversicherungen, die diese einfache Einstufung benutzen, um Prämien so zu berechnen, dass zusätzliche Risiken durch Übergewicht berücksichtigt werden. Seit Anfang der 1980er Jahre wird der BMI auch von der Weltgesundheitsorganisation verwendet. Die jetzige BMI-Klassifikation der WHO besteht im Wesentlichen seit 1995. Der BMI wird auch als Indikator bei der gesundheitlichen Eignungsprüfung für die Verbeamtung verwendet. Bei Bewerbern mit einem BMI über 35 wird diese in der Praxis fast immer abgelehnt.
In der anthropometrischen Geschichte und Historischen Anthropologie wird der mittlere Body-Mass-Index von Bevölkerungsgruppen, ähnlich wie die Körpergröße, als Indikator für den Lebensstandard verwendet. Anhand von historischen Daten, die zum Beispiel bei Musterungen erhoben wurden, sind Rückblicke in die Vergangenheit möglich. In weiter zurückliegende Zeiten führen Schätzungen des BMI zurück, die an Knochen aus archäologischen Zusammenhängen durchgeführt wurden. An ihnen kann eingeschätzt werden, dass die durchschnittliche Ernährung im frühen Mittelalter Europas recht gut war.

## Kritik
Die Verwendung des BMI für die Diagnose von Untergewicht oder von körperfettbedingtem Übergewicht anhand fest definierter Grenzwerte ist umstritten. Ein relativ hohes Körpergewicht und damit ein hoher BMI können auch durch viel Muskelmasse, höhere Knochendichte, stärkere Knochen- und Gelenkdurchmesser, größere Schulterbreite und viele andere Faktoren verursacht sein. Daher wird für die medizinische Diagnose von Unter- und Übergewicht der Maßstab dessen, was als normalgewichtig gilt, gegebenenfalls angepasst. So wurde beispielsweise vorgeschlagen, für Querschnittgelähmte die Grenze zwischen Normal- und Übergewicht von 30 kg/m² auf 22 kg/m² zu senken.
Austrainierte Kraftsportler ohne viel Körperfett haben aufgrund ihrer großen Muskelmasse einen hohen BMI. Ausdauersportler (5-km-Lauf, 10-km-Lauf, Marathonlauf), die an den Olympischen Spielen 1960 in Rom teilnahmen, hatten einen BMI von 20 bis 21, Kraftsportler (Gewichtheber, Speer-, Hammer- und Diskuswerfer, Kugelstoßer) einen BMI von 26 bis 29.

## Gesetzlich festgelegter Mindest-BMI für professionelle Models
Um Magersucht und daraus resultierende Todesfälle unter Models und anderen modeinteressierten Personen zu bekämpfen, haben in den 2010er Jahren einige Länder für professionelle Models einen Mindest-BMI eingeführt, dessen Wert die Models regelmäßig ärztlich überprüfen lassen müssen. In Frankreich und Spanien beträgt dieser Mindestwert 18 kg/m², in Israel und Italien 18,5 kg/m².